# Taudactylus rheophilus
Taudactylus rheophilus är en groddjursart som beskrevs av Liem och William Hosmer 1973. Taudactylus rheophilus ingår i släktet Taudactylus och familjen Myobatrachidae. IUCN kategoriserar arten globalt som akut hotad. Inga underarter finns listade i Catalogue of Life.